# ジョナサン・ラティマー
ジョナサン・ラティマー（Jonathan Wyatt Latimer、1906年10月23日 - 1983年6月23日）は、アメリカの推理作家。酔いどれの私立探偵ビル・クレインを主人公にした長編シリーズの作者として知られる。

## 経歴
1906年 、イリノイ州シカゴ出身、ノックス・カレッジを卒業後、新聞記者を経て1935年に処女作「精神病院の殺人」でミステリ作家デビュー。以後、ビル・クレインが登場する長編を発表し、　1940年代に入るとハリウッドに移住、映画脚本家としても活躍した。短編がほとんど無いのが特徴の作家。

## 主な著作

### ビル・クレインもの長編
- Murder in the Madhouse (1935年)　『精神病院の殺人』　ラティマーの処女作。
- Headed for a Hearse[3] (1935年)　『処刑６日前（死刑六日前）』[4]
- The Lady in the Morgue (1936年)　『モルグの女（盗まれた美女）』[5]
- The Dead Don't Care (1938年)　『サンダルウッドは死の香り』
- Red Gardenias  (1939年)　『赤き死の香り』

### ノンシリーズ長編
- The Search for My Great Uncle's Head （1937年） ※ピーター・コフィン名義
- Dark Memory (1940年)　『暗い記憶』 ※未訳
- Solomon's Vineyard (1941年)　『第五の墓』[6]
- Sinners and Shrouds (1955年)　『シカゴの事件記者』
- Black Is the Fashion for Dying [7] (1959年)　『黒は死の装い』

### 映画脚本
- The Big Clock　 (1948年)　ケネス・フィアリング原作『大時計』[8]。

### ドラマ脚本
- The Greenhouse Jungle (1972年)　「刑事コロンボ 」第11話『悪の温室』。植物栽培家のジャービス・グッドランの狂言誘拐と殺人にコロンボが挑む[9]。